# 陈家站
陈家站，位于黑龙江省哈尔滨市道里区，是王万铁路沿线车站，本站仅办理货运业务，并拥有连接大唐哈尔滨第一热电厂的铁路专用线。